# صفاء الابيض (وادي المعاول)
صفاء الابيض منطقة سكنية تقع في ولاية وادي المعاول، التابعة لمحافظة جنوب الباطنة في سلطنة عمان. يقدر عدد سكانها بـ 24 نسمة حسب إحصاء عام 2010 التابع للمركز الوطني للإحصاء والمعلومات الحكومي. رمز المنطقة هو 70430170.

## الوصلات الخارجية
- المركز الوطني للإحصاء والمعلومات، سلطنة عمان